# NGC 1026
NGC 1026 is een spiraalvormig sterrenstelsel in het sterrenbeeld Walvis. Het hemelobject werd op 24 december 1864 ontdekt door de Duitse astronoom Albert Marth.

## Synoniemen
- PGC 10055
- UGC 2145
- MCG 1-7-18
- ZWG 414.33
- NPM1G +06.0110